# Katten och datormusen
Katten och datormusen är ett serie barnprogram, ursprungligen skapad 2004 av italienska Rai Fiction, under namnet Clic & Kat, som sändes första gången i Sverige i Sommarlov 09 och senare även på Barnkanalen.

## Handling
I programmet får vi följa en datormus som nattetid tar sig in i datorn och där får vara med om olika äventyr tillsammans med datorns muspekare. I datorns källare huserar en elak katt som ständigt försöker sätta käppar i hjulen för de glada äventyren. I slutändan blir det ändå alltid katten som drar det kortaste strået och finner sig åter i sin källare, snuvad på det roliga.